# Tour Generali
Tour Generali – planowany wieżowiec w Paryżu, we Francji, w dzielnicy La Défense leżącej na terenie gminy Courbevoie. Wieżowiec miał się wznosić na wysokość 308 metrów i posiadać 50 kondygnacji. Dodatkowo w projekcie przewidziano, by wieżowiec był samowystarczalny jeżeli chodzi o zużywaną energię elektryczną. W tym celu miało być na nim zainstalowane ponad 800 m² baterii słonecznych i 18 turbin wiatrowych. Całkowity koszt budowy budynku miał wynieść około 500 milionów euro. Projekt został anulowany w 2003.